# Etnedal
Etnedal ist eine Kommune im norwegischen Fylke Innlandet. Die Kommune hat 1254 Einwohner (Stand: 1. Januar 2025). Verwaltungssitz ist die Ortschaft Bruflat.

## Geografie

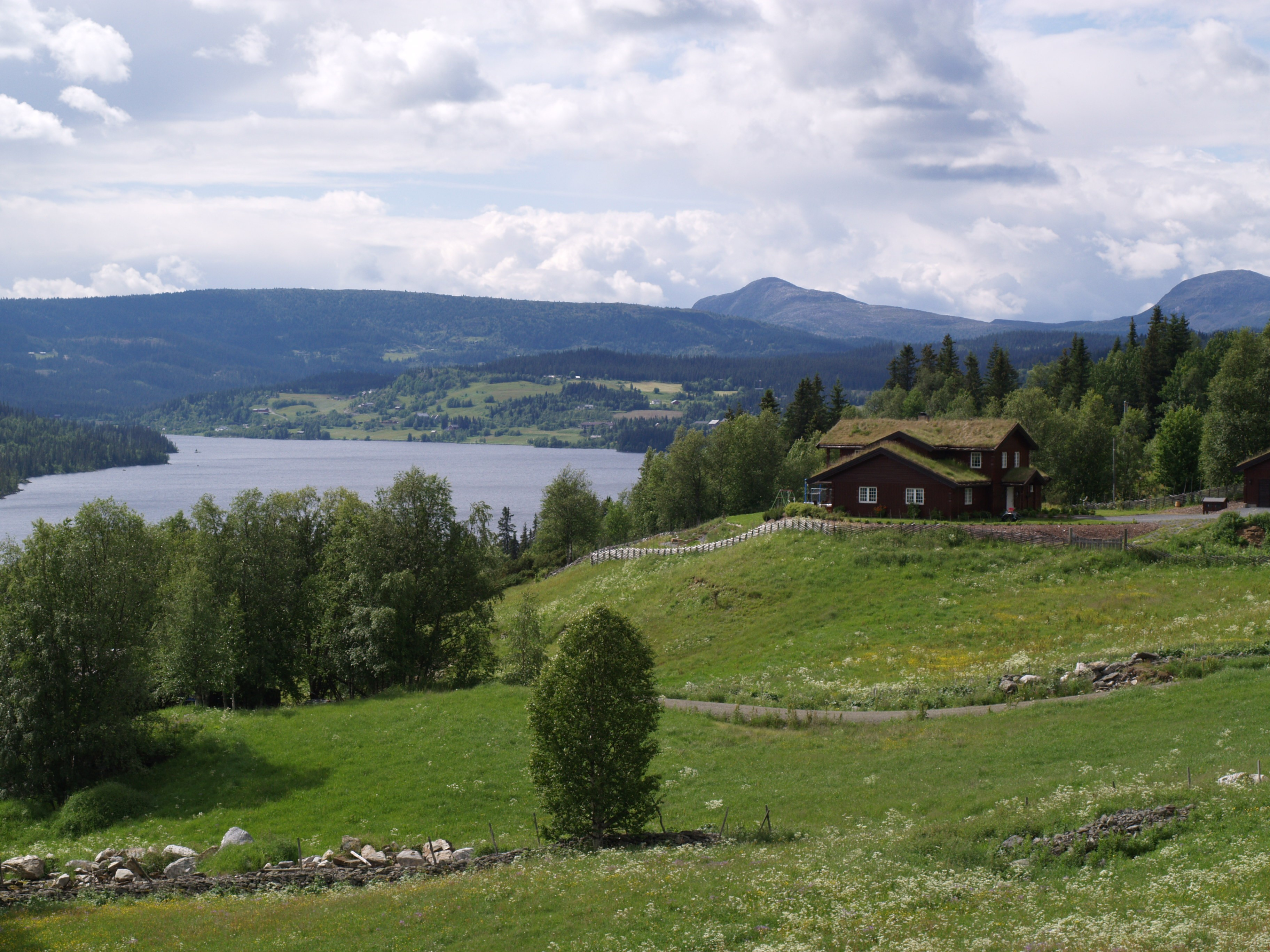
Blick auf den See Steinsetfjorden

Die Gemeinde wird traditionell zur Landschaft Valdres gerechnet, auch wenn die topografischen Gegebenheiten sich von den restlichen Kommunen der Region unterscheiden. Etnedal grenzt an Nordre Land im Osten, Sør-Aurdal im Süden sowie Nord-Aurdal im Westen und Norden. In Nord-Süd-Richtung zieht sich das Tal Etnedalen durch die Kommune. Durch das Tal fließt der Fluss Etna. Im südlicheren Bereich der Gemeinde knicken sowohl das Tal als auch die Etna in den Osten ab. Im Nordwesten der Gemeinde liegt auf der Grenze zu Nord-Aurdal der See Steinsetfjorden. Die Erhebung Spåtind auf der Ostgrenze zu Nordre Land stellt mit einer Höhe von 1414,55 moh. den höchsten Punkt der Kommune Etnedal dar.

## Einwohner
Die Bevölkerung verteilt sich entlang der landwirtschaftlich gut nutzbaren Flächen. Im Haupttal der Gemeinde lebt sie etwas dichter. Die Kommune Etnedal gehört zu den einwohnerärmsten des Fylkes Innlandet. Seit dem Zweiten Weltkrieg geht die Zahl der Bewohner zurück. Bruflat ist der einzige sogenannte Tettsted, also die einzige Ansiedlung, die für statistische Zwecke als eine städtische Siedlung gewertet wird. Zum 1. Januar 2024 lebten dort 228 Einwohner.
Die Einwohner der Gemeinde werden Etnedøl genannt. Etnedal hat wie viele andere Kommunen der Provinz Innlandet weder Nynorsk noch Bokmål als offizielle Sprachform, sondern ist in dieser Frage neutral.
| Jahr          | 1986 | 1990 | 1995 | 2000 | 2005 | 2010 | 2015 | 2020 | 2025 |
| ------------- | ---- | ---- | ---- | ---- | ---- | ---- | ---- | ---- | ---- |
| Einwohnerzahl | 1690 | 1580 | 1501 | 1401 | 1397 | 1389 | 1402 | 1279 | 1254 |

## Geschichte

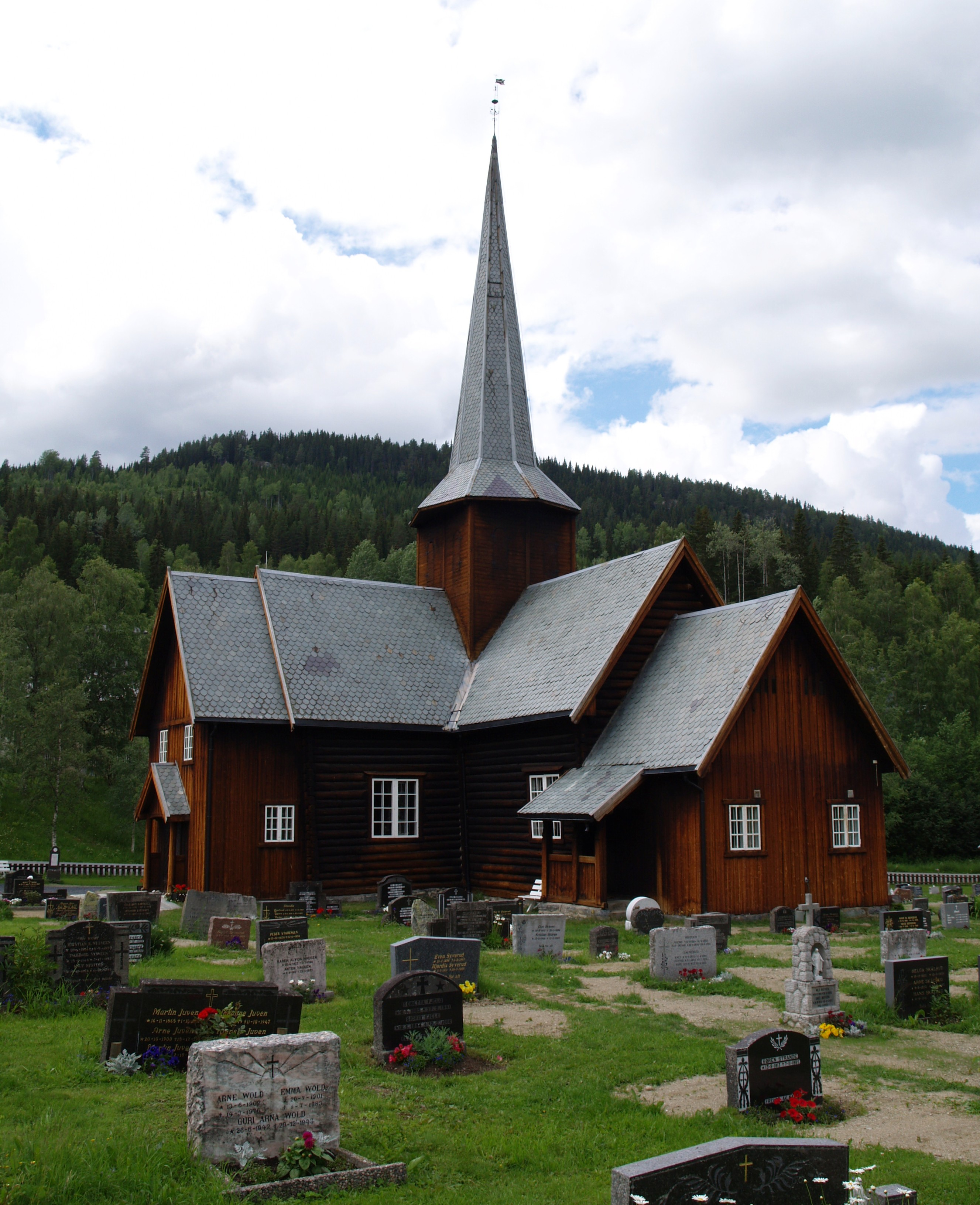
Kirche Bruflat

Die Gemeinde wurde im Jahr 1894 gegründet, als Gebiete der Gemeinden Sør-Aurdal und Nord-Aurdal abgespalten wurden. Der Teil von Sør-Aurdal hatte dabei 1331 Einwohner, der von Nord-Aurdal 362.
Bis zum 31. Dezember 2019 gehörte Etnedal der damaligen Provinz Oppland an. Sie ging im Zuge der Regionalreform in Norwegen in die zum 1. Januar 2020 neu geschaffene Provinz Innlandet über.
Die Nord-Etnedal kyrkje ist eine Holzkirche aus dem Jahr 1866. Die Bruflat kyrkje ist ebenfalls eine Holzkirche. Sie wurde im Jahr 1750 fertiggestellt und hat einen kreuzförmigen Grundriss.

## Wirtschaft und Infrastruktur

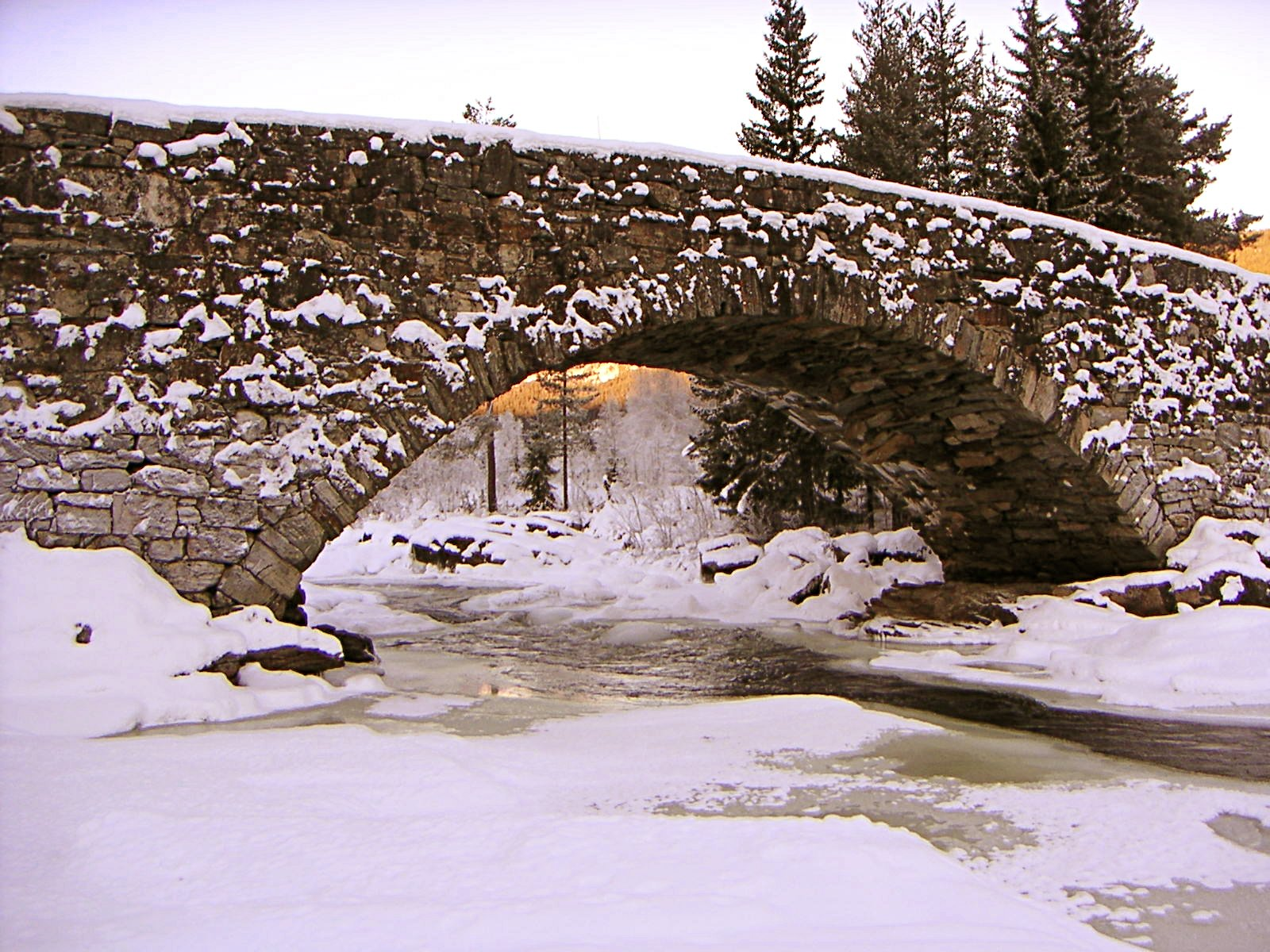
Lundebru

### Verkehr
Durch das Haupttal der Kommune führt der Fylkesvei 251. Bei Bruflat knickt die Straße sowie das Tal in den Osten ab. Von dort weiter in den Süden führt der Fylkesvei 2444, der in Sør-Aurdal in die Europastraße 16 (E16) mündet. Im nördlicheren Gebiet der Kommune zweigt der Fylkesvei 2442 in den Westen Richtung Lillehammer ab. Die Brücke Lundebru, die sich südöstlich von Bruflat befindet, ist eine Steinbrücke aus dem Jahr 1829. Durch den Süden der Gemeinde führt auf einer kurzen Strecke ein Teil der Bahnstrecke Eina–Fagernes (Valdresbanen), es gibt aber keinen Bahnhof in Etnedal, der weiterhin in Betrieb ist.

### Wirtschaft
Die Land- und Forstwirtschaft sind ein wichtiger Bestandteil der Lokalwirtschaft. Mit der Zeit siedelten sich in der Gemeinde auch kleinere Industriebetriebe an. Auch spielt der Tourismus mit einigen Unternehmen aus dem Bereich eine gewisse Rolle. Im Jahr 2020 arbeiteten von rund 620 Arbeitstätigen nur 340 in Etnedal selbst. Etwa 110 Personen waren in Nord-Aurdal tätig. Der Rest verteilte sich auf Kommunen wie Nordre Land und Sør-Aurdal.

## Name und Wappen
Das seit 1989 offizielle Wappen der Kommune zeigt eine goldene Brücke auf blauem Hintergrund. Die Brücke soll die Lunde bru darstellen. Der Namensbestandteil „-dal“ bedeutet „-tal“. Der erste Bestandteil leitet sich vom Namen des Flusses Etna ab, welcher sich wiederum vom Verb „etje“ (deutsch: vorantreiben) ableitet.

## Persönlichkeiten
- Caspar Oimoen (1906–1995), US-amerikanischer Skispringer